# Niklas Arrhenius
Niklas Arrhenius, född 10 september 1982 i Provo, Utah, är en svensk-amerikansk friidrottare (diskuskastare och kulstötare) som tävlar internationellt för Sverige. Arrhenius svenska klubb är Spårvägens FK.
Han har ett personligt rekord 66,22 noterat i augusti 2011 vid en kasttävling på Heden i Helsingborg. Kastet var en förbättring av det personliga rekordet med 42 cm och det längsta kastet av en svensk sedan Stefan Fernholms notering 66,42 från augusti 1990.
Arrhenius är uppvuxen i Orem, en förort till Salt Lake City som ligger i Utah i västra USA. Han har en svensk far och en amerikansk mor och därför dubbelt medborgarskap. Han är mormon. Fadern Anders Arrhenius är fyrfaldig svensk mästare i kula och representerade Sverige vid EM i Helsingfors 1971 och i Prag 1978. Niklas Arrhenius har en yngre bror, Leif Arrhenius, som också tillhör den svenska kul- och diskuseliten. Även hans äldre bror Daniel Arrhenius och systern Annika Arrhenius har kastat diskus.
Niklas Arrhenius studerar industridesign på Brigham Young University i Provo, Utah, och är sedan november 2004 gift med spjutkastaren Tiffany Rasmussen, som har släkt från Norge.  
Arrhenius vann en silvermedalj på junior-VM i Chile 2000. Året efter blev han fyra på junior-EM. Efter det har han vunnit både SM och Finnkampen. 2007 blev han amerikansk universitetsmästare. Arrhenius var med både vid EM i Göteborg 2006, VM i Osaka 2007 (diskus), OS 2008 (diskus) och EM i Barcelona 2010 (både kula och diskus) men lyckades inte gå vidare till final vid något av mästerskapen. 
År 2010 belönades han med Stora grabbars och tjejers märke.
2011 deltog han i kula vid inomhus-EM i Paris, men slogs ut i försöken, trots säsongsbästa 19,21. Vid VM i Daegu i Sydkorea 2011 blev han utslagen i kvalet med 60,57 meter. Vid EM i Helsingfors i juni 2012 slogs han ut i kvalet efter att ha kastat 59,02. Vid Inomhus-EM 2013 i Göteborg tog han sig till final i kula och placerade sig där på åttonde och sista plats i finalen. Även vid VM i Moskva 2013 slogs han ut i kvalet, denna gång med 59,13 meter. Vid EM i Zürich 2014 slogs han ut i kvalet efter att inte ha fått något kast godkänt. 2016 deltog Arrhenius vid EM i Amsterdam men slogs ut i kvalet med ett längsta kast på 61,63.
2016 hade Sverige det näst bästa diskuslandslaget i världen baserat på årsbästa för de tre bästa diskuskastarna från respektive land. Sveriges tre bästa diskuskastare var då Daniel Ståhl (68,72), Axel Härstedt (66,03) och Niklas Arrhenius (66,02). Tysklands tre-bästa-snitt var 68,00, Sveriges 66,92 och USA:s 66,72 meter.
Vid VM 2017 i London blev Arrhenius utslagen i kvalet efter ett kast på 58,91.

## Personliga rekord
| Utomhus - Kula – 19,79 (Göteborg, Sverige 11 juni 2011) - Diskus – 66,22 (Helsingborg, Sverige 8 augusti 2011) - Slägga – 53,70 (Provo, Utah, USA 3 september 2014) | Inomhus - Kula – 19,91 (Colorado Springs, Colorado, USA 28 februari 2004) - Diskus – 63,01 (Provo, Utah, USA 6 januari 2012) - Viktkastning – 18,73 (Provo, Utah, USA 16 januari 2004) |